# Sharp (Mondkrater)
Sharp ist ein Einschlagkrater im Nordwesten der Mondvorderseite. Er befindet sich nordöstlich des Kraters Mairan und südwestlich von Harpalus, westlich der Bergkette der Montes Jura und des Sinus Iridum. Die Entstehungszeit des Kraters wird der spät-imbrischen Periode zugerechnet, könnte aber auch in die jüngere eratosthenische Periode fallen.
Zwischen Sharp und Sharp A verläuft eine unbenannte Mondrille in nordwestlicher Richtung. Die nach dem Krater benannte Rima Sharp verläuft weiter im Westen im Mare Frigoris in nordsüdlicher Richtung.
| Buchstabe | Position           | Durchmesser | Link |
| --------- | ------------------ | ----------- | ---- |
| A         | 47,61° N, 42,71° W | 18 km       |      |
| B         | 46,99° N, 45,35° W | 21 km       |      |
| D         | 44,82° N, 42,18° W | 7 km        |      |
| J         | 46,96° N, 38,08° W | 6 km        |      |
| K         | 47,49° N, 38,59° W | 5 km        |      |
| L         | 45,77° N, 38,25° W | 6 km        |      |
| M         | 47,38° N, 41,47° W | 5 km        |      |
| U         | 47,4° N, 48,69° W  | 6 km        |      |
| V         | 46,23° N, 47,07° W | 7 km        |      |

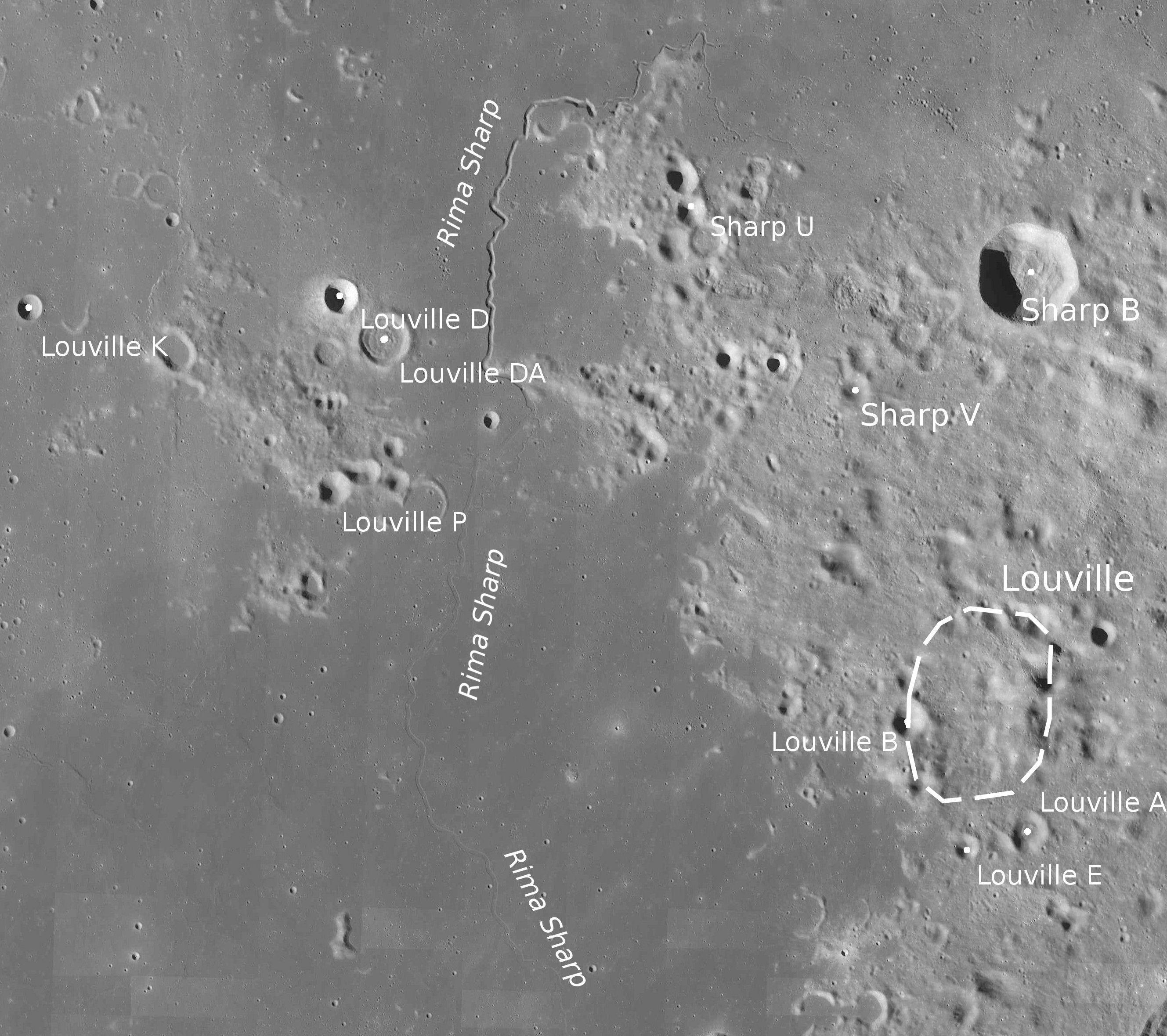
Rima Sharp

Der Krater wurde 1935 von der IAU nach dem englischen Astronomen und Mathematiker Abraham Sharp offiziell benannt.